# Bakteryjne czernienie pszenicy

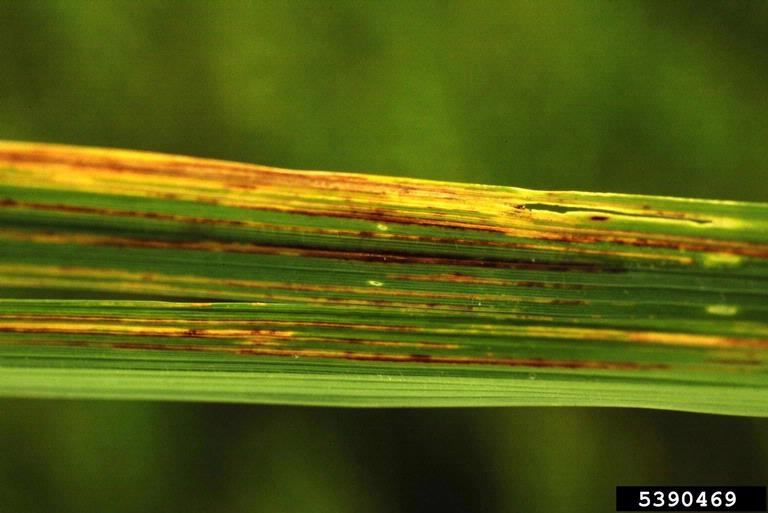
Objawy na liściu pszenicy

Bakteryjne czernienie pszenicy, bakteryjne czernienie plew pszenicy (ang. bacterial leaf streak of wheat) – bakteryjna choroba pszenicy wywołana przez Xanthomonas translucens pv. translucens.

## Objawy i szkodliwość choroby
Jest to najważniejsza choroba pszenicy na świecie. W rejonach świata, w których występują wysokie temperatury, może powodować straty plonu dochodzące do 40%. Wywołująca ją bakteria jest organizmem kwarantannowym na liście EPPO. Powoduje także choroby jęczmienia, żyta i niektórych traw. W USA patogenem wywołującym bakteryjne czernienie pszenicy jest Xanthomonas translucens pv. undulosa. Największe natężenie choroby występuje na obszarach, na których często występowały burze związane z silnymi wiatrami, zwłaszcza w trakcie i po fazie wzrostu liści flagowych.
Objawy choroby pojawiają się na liściach i plewach pszenicy. Na liściach są to wąskie, uwodnione smugi z rdzawym brzegiem i znekrotyzowanym środkiem. Przy dużej wilgotności pojawia się na nich śluzowaty wyciek zawierający komórki bakterii. Po zaschnięciu powstaje z niego na liściu łatwa do usunięcia łuska. Na plewach powstają czarne, wydłużone, zwykle równoległe paski. Rozrastając się mogą się zlewać pokrywając do 80% powierzchni plew. Często występują też smugi na dokłosiu o długości do 3 cm. U niektórych kultywarów pszenicy porażeniu ulegają tylko kłosy, brak natomiast objawów na liściach.

## Epidemiologia
Głównym źródłem infekcji są porażone ziarniaki. Bakteria może w nich przetrwać 63 miesiące. Może zimować także na polu w resztkach po zbiorze pszenicy, na wieloletnich roślinach żywicielskich, a także jako epifit na roślinach nie będących jej żywicielami.
Na polach uprawnych bakteria występuje rzadko, częściej na poletkach hodowlanych. Rozprzestrzeniana jest przez wiatr podczas deszczu, drobinki mgły lub bezpośredni kontakt roślin. Mogą ją przenosić także mszyce. Do rośliny bakteria wnika przez szparki, następnie rozmnaża się w przestrzeniach międzykomórkowych rośliny. Okres inkubacji wynosi 10–14 dni. Stopień nasilenia choroby zależy od pogody. Chorobie sprzyja utrzymująca się przez jakiś czas temperatura powyżej 25 oC i duża wilgotność (częste deszcze).

## Ochrona
Nie istnieje skuteczna metoda odkażania ziarna zbóż z tej bakterii, dlatego podstawową metodą ochrony jest uprawa odpornych odmian.